# マン・オブ・スティール
『マン・オブ・スティール』（Man of Steel）は、ザック・スナイダー監督、クリストファー・ノーラン製作・原案、デヴィッド・S・ゴイヤー原案・脚本による2013年公開のスーパーヒーロー映画。
「DCコミックス」のアメリカン・コミック『スーパーマン』の実写映画作品。また、様々な「DCコミックス」の実写化映画作品を、同一の世界観のクロスオーバー作品群として扱う『DCエクステンデッド・ユニバース』シリーズの第1作品目の映画でもある。

## 概要
「DCコミックス」のアメリカン・コミック『スーパーマン』の実写映画作品。
物語の始まりから新たに描く「リブート（再始動）」作品として制作されているため、シリーズの第1作目となる。『スーパーマン』シリーズを含めた通算では第6作品目の映画となる。
スーパーマン役はヘンリー・カヴィル、ロイス・レイン役はエイミー・アダムス、ゾッド将軍役はマイケル・シャノン、ジョナサンとマーサ・ケント夫妻役はケビン・コスナーとダイアン・レイン、ペリー・ホワイト役はローレンス・フィッシュバーン、ジョー＝エル役はラッセル・クロウが務めた。本作によりDCコミックスのキャラクターたちのシェアード・ワールドが構築される。
企画は2008年にワーナー・ブラザースがコミックライター、映画脚本家、監督から意見を求め、リブートする方針となった。『ダークナイト ライジング』の構想中にゴイヤーがノーランにアイデアを持ちかけて企画が進み、2010年10月にスナイダーが監督に就任した。主要撮影は2011年8月にイリノイ州ウェストシカゴ（en:West Chicago, Illinois）で開始され、他にプラノ（en:Plano, Illinois）やカナダのブリティッシュコロンビア州バンクーバーでも行われた。
2013年6月10日にニューヨークでプレミア上映が行われた。一般公開は6月14日より開始され、3D及びIMAX方式でも上映された。
本作の続編として『バットマン vs スーパーマン ジャスティスの誕生』がある。

## あらすじ
地球から遠く離れた惑星クリプトン。科学や文明が発達し人工生育が常識であるクリプトンで、ジョー=エルとララ・ロー＝ヴァンの間に、この惑星で数百年ぶりの自然出産でカル＝エルが生まれた。
一方で、クリプトン星は資源の過度な採掘によってエネルギーが枯渇し、爆発する直前まで追い込まれていた。クリプトンの元老院に対して、ゾッド将軍がクーデターを起こす。ゾッド将軍はジョー＝エルに協力を要請するが、ジョー＝エルは拒否しジェネシス・チェンバーの中心部にあるコデックスを奪う。コデックスをカル＝エルに一体化させ黄色い太陽が回る若い惑星に送り、クリプトン人を再生させるのがジョー＝エルの狙いだった。カル＝エルにエル家の紋章が刻まれたコマンドキーを渡し、地球に向けて宇宙船のポッドに乗せて発射させる。その直後、隙を突かれジョー=エルはゾッド将軍に刺殺されてしまう。クーデターは鎮圧され、宇宙の墓場と呼ばれるファントム・ゾーンに300サイクルの刑に処されたが、クリプトンが滅んだことで、ゾッド将軍らは解放される。
カル＝エルを乗せたポッドは地球に到着した。カンザスのジョナサン・ケントとマーサ・ケントがカル＝エルを見つけ、子どもがいなかったケント夫妻は、カル＝エルにクラーク・ケントと名付けて我が子として育てる。幼少期のクラークは自分の超能力を制御できず、変な奴だと同級生にいじめられていたが、マーサの教えで超能力をコントロール出来るようになる。ジョナサンは「力を見せればお前の力を恐れる人々も出てくる」「むやみに力を見せるな」と諭し、クラーク・ケントが乗っていた宇宙船のポッドとエル家の紋章が刻まれたコマンドキーを渡し「お前の出生の秘密をつきとめるのがお前の使命なんだ」と語った。
クラークは自分の出生を知るために名前や経歴を偽り、1人で各地を旅する生活を送る。バーで働いていた際に「軍が氷の下に埋まっている謎の物体を発見したらしい」という噂を知り現場に向かい、そこで巨大な宇宙船を見つける。同じく謎の物体についてデイリー・プラネット新聞社のロイス・レインは現場のハーディ大佐に取材にきていた。その夜、薄着で氷山を登るクラークを見たロイスはその後を追い、宇宙船の警備システムに襲われていたところをクラークに助けられる。ロイスはこの一件を記事にするが上司のペリー・ホワイトから相手にされず、独自に調査を始めついにクラークと再会する。
クラークが見つけた宇宙船にコマンドキーをはめて起動させると、実父のジョー＝エルの意識がプログラムとして残存しており、クラークの出生を話す。ホログラムのジョー＝エルはクラークにスーツを渡し、自分の力の限界を確かめろと言った。クラークはマーサに久しぶりに会い「自分の故郷が分かった」と告げ、2人は喜びを分かち合う。
その夜、ニュースで地球に巨大な宇宙船が飛来したと報じられる。世界中の電波がジャックされ、ゾッド将軍は「我々の仲間が1人紛れこんでいる。24時間以内に引き渡さないと、お前達に災いが及ぶ」と脅す。クラークは自分が出来る限りのことで地球を助けようと、ゾット将軍に投降することを決める。ゾッド将軍はクラークにこれまでの経緯を説明する。しかし惑星を改造するワールド・エンジンやジェネシス・チェンバーを使い、地球を第二のクリプトンにするべくゾッド将軍が人類を滅亡させるためにやってきたことを知り、クラークは地球を守るため立ち上がる。
ゾッド将軍は「クリプトンの未来がかかっている」と説得するが、クラークがジェネシス・チェンバーとワールド・エンジンを破壊したことでクリプトンの再興は不可能になってしまう。ゾッド将軍はクラークを恨み、地球人を皆殺しにすることを宣言する。クラークとゾッド将軍はメトロポリスで大規模な市街戦を繰り広げ、クラークはゾッド将軍を駅のホールで取り押さえる。ゾッド将軍が最後の抵抗に目から熱線を放ち無関係な家族を殺そうとしたため、クラークはゾッド将軍の首の骨を折って殺す。クラークは彼を殺した怒りや哀しみが混じった叫びをあげて倒れこみ、ロイスに抱きかかえられる。
マーサとともにジョナサンの墓参りをしたクラークは思い出にひたりながら、マーサに「世界中の情報が集まっている場所で働きたい」と言った。クラークは変装してデイリー・プラネット新聞社に記者として入社する。

## キャスト

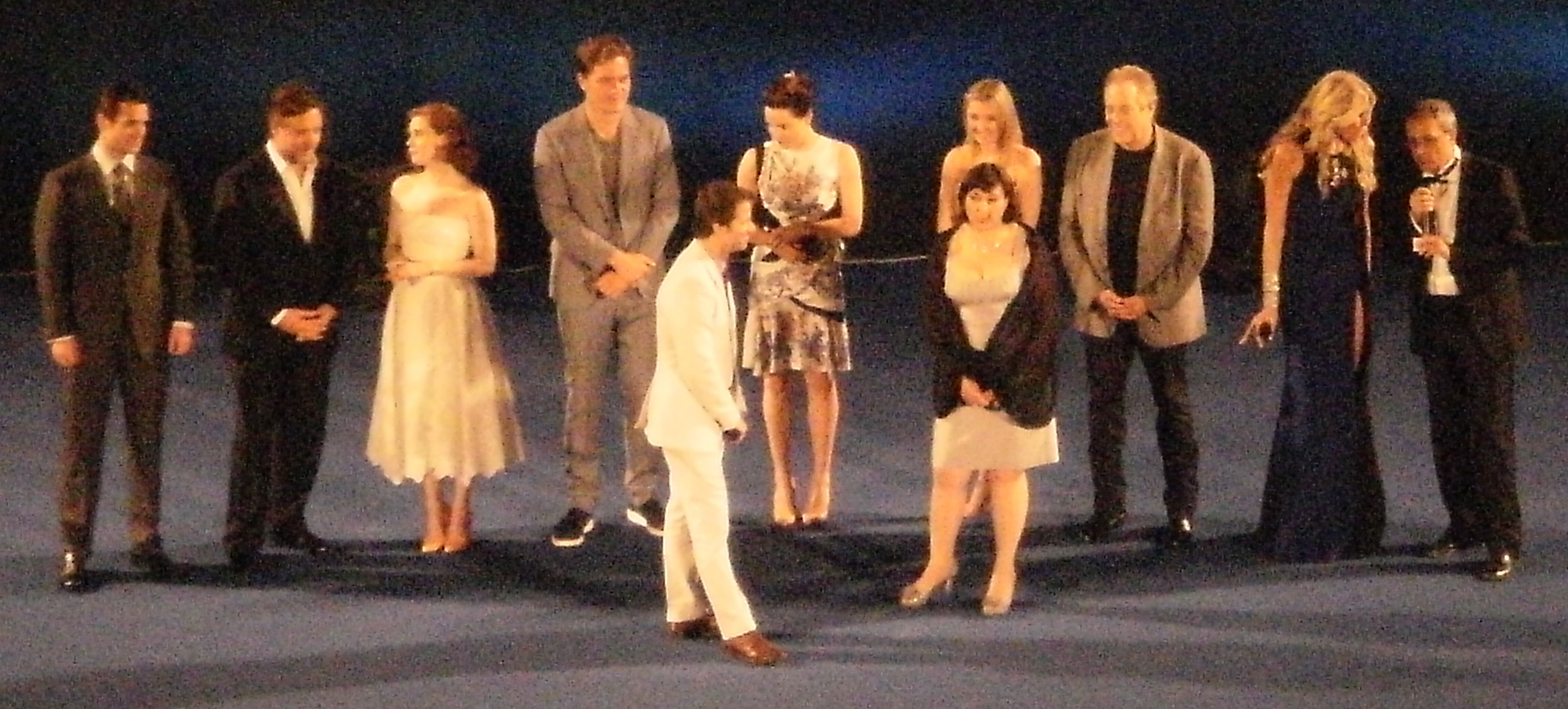
2013年のタオルミーナ・フィルム・フェストに出席したキャスト。

クラーク・ケント / カル＝エル / スーパーマン
演 - ヘンリー・カヴィル、日本語吹替 - 星野貴紀
赤ん坊の頃、惑星クリプトンから地球へ送られた宇宙人。カンザスの農家で育てられる。自分の持つ特殊な力やそれによる周囲からの扱いに苦悩している。
黄色い太陽の光を受けて育ったため超能力（怪力、超感覚、透視能力、目から放つ熱線、飛行能力）を得た。
スーパーマンにキャスティングされたカヴィルは、史上初めて同役を演じる非アメリカ人である。カヴィルは2006年の映画『スーパーマン リターンズ』の際も候補に挙がっていたが、ブランドン・ラウスに敗れた。13歳のクラーク・ケント役にはディラン・スプレイベリー、9歳にはクーパー・ティンバーラインがキャスティングされた。
ロイス・レイン
演 - エイミー・アダムス、日本語吹替 - 中村千絵
デイリー・プラネット新聞の記者。取材のためなら危険な場所にも赴く勇敢な女性。クラークが宇宙人であることを知る。
アダムスはオリヴィア・ワイルドやミラ・クニスらを含む候補の中から選ばれた。スーパーマンの映像化作品には2001年放送の『ヤング・スーパーマン』第1シーズンのゲスト出演以来の参加となる。
ゾッド将軍
演 - マイケル・シャノン、日本語吹替 - 広瀬彰勇
クリプトン星の軍最高司令官。クリプトンが滅びる直前に元老院に対しクーデターを起こすが、鎮圧されファントム・ゾーンに追放された。クリプトンを再興させるためスーパーマンの前に現れる。
黄色い太陽を浴びてスーパーマンと同じ能力を得る（怪力、超感覚、透視、眼から熱線、飛行能力）。
シャノンの他にヴィゴ・モーテンセンが候補に挙がっていた。
ジョナサン・ケント
演 - ケビン・コスナー、日本語吹替 - 津嘉山正種
クラークの養父。カンザスで農場を経営しながら、自動車整備工として働いている。クラークに様々な言葉を遺すが、1997年に竜巻に巻き込まれて死亡する。
ザック・スナイダーはコスナーについて、「ケビンは史上最も偉大なスーパーヒーローを育てたこの田舎のアメリカ人男性の静かな強さを伝えることができる」と述べた。
マーサ・ケント
演 - ダイアン・レイン、日本語吹替 - 塩田朋子
クラークの養母。夫亡き後は、一人で農場を切り盛りしている。
ペリー・ホワイト
演 - ローレンス・フィッシュバーン、日本語吹替 - 石塚運昇
デイリー・プラネットの編集長でロイス・レインの上司。
原作では白人だった同キャラクターはアフリカ系アメリカ人となる。
ファオラ＝ウル
演 - アンチュ・トラウェ、日本語吹替 - 田中敦子
ゾッド将軍の副官。冷酷な女戦士。スーパーマンを圧倒する戦闘力を持つ。
カルヴィン・スワンウィック将軍
演 - ハリー・J・レニックス、日本語吹替 - 石住昭彦
アメリカ軍の将軍。今回の一連の事件の最高司令官。
ネイサン・ハーディー大佐
演 - クリストファー・メローニ、日本語吹替 - てらそままさき
アメリカ軍の大佐。当初はスーパーマンも人類の敵だと考えていたが、彼に助けられたことで改める。
エミール・ハミルトン博士
演 - リチャード・シフ、日本語吹替 - 中博史
アメリカ軍に協力する科学者。
ジャクス＝オー
演 - マッケンジー・グレイ、日本語吹替 - 多田野曜平
ゾッド将軍の部下の科学者。
スティーヴ・ロンバード
演 - マイケル・ケリー、日本語吹替 - 松山鷹志
デイリー・プラネット新聞の記者。ロイスに気がある。
ララ・ロー＝ヴァン
演 - アイェレット・ゾラー、日本語吹替 - 泉裕子
クラークの実母でジョー＝エルの妻。クリプトンの科学者。クラークを地球へと送り出した後、滅びゆくクリプトン星と運命を共にする。
当初はジュリア・オーモンドが演じると発表されていたが、降板した。さらにそれ以前にはコニー・ニールセンへ交渉がされていた。
ジョー＝エル
演 - ラッセル・クロウ、日本語吹替 - 井上和彦
クラークの実父でララ・ロー＝ヴァンの夫。クリプトンの科学者。クラークを地球へと送り出した後、ゾッド将軍に殺害される。コマンドキーにプログラム化された意識を残し、ホログラムとして現れクラークたちを助ける。
クロウのほかにショーン・ペン、クライヴ・オーウェンが候補に挙がっていた。

## 作中用語
クリプトン (Krypton)
スーパーマン(カル＝エル / クラーク・ケント)が生まれた惑星。
クリプトン人 (Kryptonian)
惑星クリプトンに住む人類。外見は地球人によく似ているが、地球人とは比べ物にならない身体能力、科学力を持つ。太陽光を受けて力を得ており、特に黄色い太陽からの光を受けていると、上記の身体能力以上の超能力（怪力、超感覚、透視能力、目から放つ熱線、飛行能力）を発揮することが出来る。
ジェネシス・チェンバー (Genesis chambers)
クリプトン人を人工的に生み出す装置。コデックスから遺伝情報を読み取り遺伝子操作して赤ん坊を育てる。(例：ジョー＝エルは科学者、ゾッド将軍は戦士として意図的に設計され育てられた。)
コデックス (Growth Codex)
クリプトン人の遺伝情報が組み込まれた頭蓋骨状のもの。クリプトンの文明や文化も含まれている。
コマンドキー (House of El Command Key)
エル家の紋章が刻まれた補助記憶装置。宇宙船の起動コードやジョー＝エルの意識情報が内蔵されている。
ファントム・ゾーン (Phantom Zone)
クリプトンの犯罪者を投獄するために用いられる宇宙空間。
ワールド・エンジン (World Engine)
惑星の環境をクリプトン人用に変換する装置。

## 製作

### 企画
2008年6月、ワーナー・ブラザースはいかにして首尾よく『スーパーマン』の映画シリーズを再開するかをコミックライター、映画脚本家、監督から意見を求めていた。「私は彼らに、それはそれほど悪くないと言った。『スーパーマン リターンズ』はちょうどアン・リーの『ハルク』のような扱いだ」とコミックライターのマーク・ウェイドは説明した。「観客はあなた方を許し、フランチャイズをやり直させてくれるのだと『インクレディブル・ハルク』は証明したのだ」。また、コミックライターのグラント・モリソン、ジェフ・ジョーンズ、ブラッド・メルツァーらはリブートのためのアイデアをそれぞれ売り込んだ。モリソンのアイデアは、彼の作品 All-Star Superman と類似したものであった。また、マーク・ミラーはマシュー・ヴォーンと組み、合計8時間に及ぶ『スーパーマン』三部作を『ロード・オブ・ザ・リング』三部作のように年に1本ずつ公開する企画を立てていた。ミラーによるとそれは『ゴッドファーザー』三部作のようにスーパーマンの生涯を綴ったものになり、1000年前のクリプトン星から始まり、太陽が超新星となってスーパーマンが力を失う最後が描かれるというものであった。
2008年8月、ワーナー・ブラザース社長のジェフ・ラビノフはシリーズのリブートを示唆した。彼は2010年から2011年に新作を公開する計画があることを明かし、「2006年に『スーパーマン』がヒットしていたら、続編は2009年のクリスマスには公開されていた。現在、今までの全てのバットマンとスーパーマンの映画とも関係がない、新しいスーパーマンを計画中だ」と説明した。ポール・リヴィッツはインタビューでバットマンがスーパーマンのリブートの鍵を握っていることを明かした。2009年2月、以前に『Superman: Flyby』を監督する予定であったマックGがスーパーマンへの復帰に興味を示した。2009年8月、ジェリー・シーゲルの遺族に対し、スーパーマンの創造の権利とシーゲルのAction Comics #1における著作権を認める判決が下った。さらに裁判所は、ワーナー・ブラザースがこれまでの映画のロイヤリティ料を支払っていないとし、2011年までにスーパーマンの映画を製作開始できない場合、シーゲルとシャスターの遺族は損害賠償を求めることができる判決を下した。
2008年に『ダークナイト ライジング』のストーリーの議論をしている際、デヴィッド・S・ゴイヤーはクリストファー・ノーランにどのようにして現代的文脈でスーパーマンを提示するか、考えを述べた。ゴイヤーのコンセプトに感銘を受けたノーランはスタジオにアイデアを売り込み、そして『ダークナイト』の商業・批評的成功を受け、スタジオはノーランを製作者、ゴイヤーを脚本家として雇った。ノーランは、リチャード・ドナー版と『スーパーマン リターンズ』を繋げたブライアン・シンガーの仕事を賞賛したが、新しい映画は前のシリーズとは少しの関係もないと述べた。
ワーナー・ブラザース・ピクチャーズ・グループのジェフ・ロビノフ社長は『エンターテインメント・ウィークリー』誌上にてDCコミック映画の計画について「映画がとのように進んでいくかトーンが設定してある。それは間違いなく第一歩である」と語った。計画では、本作に他のスーパーヒーローへの言及があり、さらなるDCユニバースの可能性が仄めかされる。ギレルモ・デル・トロに監督のオファーが来たものの、彼は『狂気山脈』の映画化に取り組んでいたために断り、また、ロバート・ゼメキスにも声がかかった。さらにダーレン・アロノフスキー、ダンカン・ジョーンズ、ジョナサン・リーベスマン、マット・リーヴス、トニー・スコットが監督候補に挙がったが、2010年10月、ザック・スナイダーに決定した。キャスティングは同年11月より開始された。ザック・スナイダーは映画の中でブースター・ゴールドとバットマンを参照し、DCエクステンディッド・ユニバースの可能性を示した。ゾッドが衛星を破壊した際、「ウェイン・エンタープライズ」（Wayne Enterprises）という単語がスクロールされた。

### 撮影
2011年8月1日よりデュパージュ空港付近の工業公園で「Autumn Frost」というコードネームの下で主要撮影が始まった。ザック・スナイダーは、フォーマットの技術的な制限により、3D映画として撮影することに難色を示し、代わりにポストプロダクション時に3D変換し、2D、3D、IMAX 3Dで公開する道を選んだ。スナイダーはまたデジタル撮影ではなくフィルム撮影を選んだ。撮影期間は2か月から3か月であると予想された。8月22日から29日には製作はプラノに移り、9月7日から17日にはシカゴ・ループで撮影された。そのほかのロケ地はバンクーバー・フィルム・スタジオとシカゴである。マイケル・シャノンへのインタビューによると、撮影は2012年2月まで継続した。

### デザイン
『マン・オブ・スティール』のスーパーマンの衣裳はジム・アチソンとマイケル・ウィルキンソンによって再デザインされたものが使われている。衣裳では従来のカラースキームと「S」のロゴは引き続き使われるが、暗いトーンとなり、これまでスーパーマンが着用していた赤いパンツも無くなった。スナイダーは衣裳に関して「モダン・エステティック」だと述べている。彼とプロデューサーたちは当初、赤いパンツ付きのスーツを考案していたが、映画のトーンと合うものをデザインすることができなかったために除去されることとなった。ゾット将軍の鎧は実際に着用するとかなりの重量となることが予想されたため、シャノンが自由に動けるようにCGIで作成された。

### 視覚効果
視覚効果はWETAデジタル、MPC、ダブル・ネガティブが手がけた。

### 音楽
当初ハンス・ジマーが音楽を手がけるという噂が流れたが、彼はこれを否定した。しかしながら2012年6月、ジマーが映画音楽を作曲することが明らかとなった。制作サイドの意向で以前の作品たちと『マン・オブ・スティール』を明確に区別するためにジョン・ウィリアムズによる有名な「スーパーマンのテーマ」は本作では使われないと語っているが監督のザック・スナイダーは出来れば今まで通り「テーマ」を使いたいと語っており、続編で可能であればこれまで通りに「スーパーマンのテーマ」使用すると語っている3本目の予告編で使われた音楽「An Ideal of Hope」はサウンドトラックトラックに収録された曲「ワット・アー・ユー・ゴーイング・トゥ・ドゥ・ウェン・ユー・アー・ノット・セイヴィング・ザ・ワールド」の短縮版であり、2013年4月19日に公開された。4月末、2枚組デラックス版のトラックリストが発表された。サウンドトラック盤は2013年6月11日に発売された。

## マーケティング
2011年7月、ワーナー・ブラザースとDCコミックスは映画公式サイトで使うためにドメイン名「manofsteel.com」を獲得した。2012年11月20日の『ダークナイト ライジング』のDVDとBlu-rayの発売の際、ワーナー・ブラザースは「排他的な報酬」を設置し、公式サイトでカウントダウンを開始した。12月3日、「排他的な報酬」の内容は『マン・オブ・スティール』のティーザー・ポスターであることが判明した。スーパーマンが逮捕されている姿を描いたこのポスターは反響を得て、ストーリーに関する憶測をもたらした。12月10日、観覧者によってオーディオ信号がデコードされるウェブサイト「dsrwproject.com」が公開された。12月11日、デコードされたメッセージは新しい予告編公開に向けてカウントダウン中である別のウェブサイトへ導いた。映画公開を見越してマテルはムービー・マスターズのアクションフィギュアを含む玩具を発売する。またレゴは映画の場面を基にしたセットを3種類発売し、ルービーズは子供及び大人向けの衣装やアクセサリーを発売する。本作はタイアップにより1億6000万ドル以上を得たと報じられている。

## 公開

### 批評家の反応
2013年8月28日時点でRotten Tomatoesでは287件のレビューで支持率が55%であり、「スーパーマンが大作ブロックバスター映画として復活するために紆余曲折あったが、本作はそのために必要なアクションおよびスペクタクルを提供したことで、スクリーンへの復活はほぼ成功した」とまとめられた。Metacriticでは47件のレビューで加重平均値は55/100となっている。
『シカゴ・サンタイムズ』のリチャード・ローパーは「スーパーマン映画としては新しい部分が何もない。ユーモアや楽しみもほとんどない」と酷評した。『ボストン・グローブ』のタイ・バリーは「このスーパーマン・サーガから欠けているものは明るく、ポップな場面だ」と評した。『ワシントン・ポスト』のアン・ホーナディは「ハンス・ジマーの仰々しい、過剰な音楽」、「非常に不愉快な視聴体験」と評した。『The Denver Post』のリサ・ケネディは『マン・オブ・スティール』の主な問題点を「ストーリーと演出上のリズムとバランス」であり、その結果「破壊的な誇張とぶざまな説教の間」で揺れ動く映画になったと指摘した。
IGNは10点満点中のスコア9.0を記録し、アクションシーン及びケビン・コスナー、ラッセル・クロウ、マイケル・シャノンの演技を称賛した。『タンパベイ・タイムズ』のスティーヴ・パーサルは「『マン・オブ・スティール』は『アベンジャーズ』級以上のエスケーピズムで、それは唯一の我々が知ってると思ったスーパーヒーロー映画の芸術的イントロダクションだ」と評した。
日本の映画雑誌『映画秘宝』が発表した2013年度の映画に対するワーストランキング「HIHOはくさいアワード」では2位と評価された。

### 興行収入
2013年8月28日時点で北アメリカで2億9026万5876ドル、それ以外の国々で3億5950万ドル、6億4976万5876ドルを売り上げている。
北アメリカ
北アメリカでは木曜末から深夜にかけての上映で約2100万ドルを売り上げた。これは
ワーナー・ブラザース の作品としては『ハリー・ポッターと死の秘宝 PART2』、『ダークナイト ライジング』に次いで3位の成績である。また、非続編作品としては歴代最高の深夜興行収入である。金曜には約4405万ドルを売り上げ、木曜からと合わせると5605万ドルに達した。これは非続編作品としては歴代2位、全作品では歴代20位の初日興行収入である。公開初週末では約1億1310万ドルを売り上げたが、これは6月公開作品としては『トイ・ストーリー3』の1億1030万ドルを抜いて歴代最高、2013年公開作品としては『アイアンマン3』の1億7410万ドルに次ぐ成績である。しかしながら2週目末の興行収入は約65%下落した。Box Office Mojoはこれを「異常に大きな下落」と評し、『グリーン・ランタン』と比較された。
北アメリカ以外
『マン・オブ・スティール』は北米外では24カ国で公開が始まり、初週末には7330万ドルを売り上げ、その内420万ドルが79のIMAX劇場での成績である。フィリピンでは公開初日に歴代最高となる162万4265ドルを売り上げた。台湾では79万4742ドルを売り上げ、ワーナー・ブラザースの作品史上最高の公開初日興行収入となった。イギリス、アイルランド、マルタでは初日の金曜に約560万ドル、初週末に1120万ポンド（1747万ドル）を売り上げた。これは2013年最大の初動成績である。北米外で最大の初動興行収入を上げたのは中国であり、木曜から日曜の4日間で2590万ドルであった。

### 受賞とノミネート
| 賞                           | 部門                                | 対象                                  | 結果       |
| ---------------------------- | ----------------------------------- | ------------------------------------- | ---------- |
| ゴールデン・トレーラー賞     | Best Summer 2013 Blockbuster Poster | 『マン・オブ・スティール』            | 受賞       |
| ゴールデン・トレーラー賞     | Best Teaser Poster                  | 『マン・オブ・スティール』            | ノミネート |
| ゴールデン・トレーラー賞     | Summer 2013 Blockbuster Trailer     | 『マン・オブ・スティール』            | ノミネート |
| ニューナウネクスト賞         | Cause You're Hot                    | ヘンリー・カヴィル                    | ノミネート |
| ニューナウネクスト賞         | Next Must-See Movie                 | 『マン・オブ・スティール』            | 受賞       |
| ティーン・チョイス・アワード | Choice Summer Movie: Action         | 『マン・オブ・スティール』            | ノミネート |
| ティーン・チョイス・アワード | Choice Summer Movie Star: Male      | ヘンリー・カヴィル                    | ノミネート |
| ティーン・チョイス・アワード | Choice Summer Movie Star: Female    | エイミー・アダムス                    | ノミネート |
| ティーン・チョイス・アワード | Choice Liplock                      | ヘンリー・カヴィル&エイミー・アダムス | ノミネート |

### ホームメディア
日本ではワーナー・ブラザース・ホームエンターテイメントより、Blu-ray / DVDが発売。
- 【初回限定生産】マン・オブ・スティール ブルーレイ&DVDセット（3枚組、2013年12月18日発売）
- 【初回数量限定生産】マン・オブ・スティール 3D&2D ブルーレイセット（3枚組、2013年12月18日発売）
- 【3,000セット限定生産】『マン・オブ・スティール』&『インジャスティス：神々（ヒーロー）の激突』ハイブリッドパック（3枚組、2013年12月18日発売）
- 【5,000BOX限定生産】マン・オブ・スティール “S”シールド プレミアムBOX 3D付き（3枚組、2013年12月18日発売）
- 【Amazon.co.jp限定生産】マン・オブ・スティール ブルーレイ スチールブック仕様（3枚組、2013年12月18日発売、完全数量限定生産）
- マン・オブ・スティール 4K ULTRA HD&ブルーレイセット（2枚組、2016年8月10日発売）

## 続編
2013年6月10日、監督のザック・スナイダーと脚本のデヴィッド・S・ゴイヤーが『マン・オブ・スティール』の続編でも起用されることが発表された。ゴイヤーは以前に『マン・オブ・スティール』とその続編、そしてスーパーマンが登場する『ジャスティス・リーグ』の映画の計3本分の契約を済ませていた。クリストファー・ノーランもまた、本作より小さな役割ではあるものの、再びプロデューサーを務めると報じられた。2013年6月16日、『ウォール・ストリート・ジャーナル』は続編の公開が2014年の予定であることを報じた。2013年7月20日、コミコン・インターナショナルでスナイダーは2015年に『マン・オブ・スティール』の続編が公開され、映画史上初めてスーパーマンとバットマンの共演が実現することを明かした。ゴイヤーとスナイダーが共同で原案を書き、ゴイヤーが脚本化する。ノーランとエマ・トーマスはエグゼクティブ・プロデューサーを務める。またカヴィル、アダムス、レイン、フィッシュバーンは続投する。スナイダーによると続編は『バットマン: ダークナイト・リターンズ』からインスピレーションを得た内容となる。ゴイヤーはコミコンのスーパーマン75周年パネルに登場し、スーパーマンとバットマンが直面する続編のタイトルは『Superman vs Batman』または『Batman vs Superman』が検討中であることを明かした。撮影は2014よりオンタリオ州トロントで行われる予定である。2013年8月22日、『ハリウッド・リポーター』はベン・アフレックがバットマン役にキャスティングされ、公開日は2015年7月17日になることを報じた。
本作でもバットマンの登場を見据えた演出が存在している。クライマックスのゾッド将軍との戦いのシーンで人工衛星が登場するが、その機体に「W」のロゴが描かれている。これはブルース・ウェイン（バットマン）の会社ウェイン産業のものである。また、その前のビル内のシーンでは「Keep calm and call Batman」というメッセージの入ったポスターが一瞬登場している。

## テレビ放送
| 回数 | テレビ局   | 番組名（放送枠名） | 放送日        | 放送時間      | 放送分数 | 視聴率 |
| ---- | ---------- | ------------------ | ------------- | ------------- | -------- | ------ |
| 1    | 日本テレビ | 金曜ロードSHOW!    | 2016年3月25日 | 21:20 - 23:14 | 114分    | 8.8%   |
| 2    | フジテレビ | 土曜プレミアム     | 2017年12月9日 | 21:30 - 24:00 | 150分    | 7.5%   |
| 3    | BS-TBS     |                    | 2025年7月1日  | 21:00 - 23:24 | 144分    |        |

- 視聴率はビデオリサーチ調べ、関東地区・世帯・リアルタイム。